# Кеба (деревня)
Кеба — деревня в Лешуконском районе Архангельской области. Входит в состав Олемского сельского поселения (муниципальное образование «Олемское»).

## Географическое положение
Деревня расположена на левом берегу реки Вашка, в устье её притока, реки Кеба. Ближайший населённый пункт Олемского сельского поселения, посёлок Большая Щелья, расположен в 11 км к северу. Расстояние до административног оцентра сельского поселения, села Олема, составляет 15 км, а до административного центра района, села Лешуконское, — 64 км.

## Население
| 2002 | 2010 | 2012 |
| ---- | ---- | ---- |
| 302  | ↘131 | ↗142 |

| Население                            | на 1 января 2010 года |
| ------------------------------------ | --------------------- |
| В возрасте до 16 лет                 | 11                    |
| Трудовые ресурсы (из них работающих) | 37 (24)               |
| Пенсионеры                           | 79                    |
| Всего                                | 139                   |
| Прибыло / выбыло (за год)            | 3 / 1                 |
| Родилось / умерло (за год)           | 1 / 5                 |

## Инфраструктура
Предприятия, организации и объекты социальной сферы, расположенные на территории населённого пункта (со среднесписочной численностью работников) на 1 января 2010 года:
- ПО «Усть-Вашка» (4);
- фельдшерско-акушерский пункт (2);
- отделение связи (1);
- дом культуры (2) и др.

## Культура
Кебский народный хор, созданный в 1986 году, хорошо известен фольклористам и этнографам России. Исследователи традиционной народной культуры научных академических центров Москвы, Санкт-Петербурга, Урала и Сибири приезжали записывать его выступления. Записи хора выпускались на звуковых носителях в 1990 и 1999 гг.